# The Johnstown Flood
The Johnstown Flood é um filme-documentário em curta-metragem estadunidense de 1989 dirigido e escrito por Charles Guggenheim. Venceu o Oscar de melhor documentário de curta-metragem na edição de 1990.

## Elenco
- Len Cariou
- David McCullough